# Целостность базы данных
Це́лостность ба́зы да́нных (англ. database integrity) — соответствие имеющейся в базе данных информации её внутренней логике, структуре и всем явно заданным правилам. Каждое правило, налагающее некоторое ограничение на возможное состояние базы данных, называется ограничением целостности.
Примеры правил: вес детали должен быть положительным; количество знаков в телефонном номере не должно превышать 15; возраст родителей не может быть меньше возраста их биологического ребёнка и так далее.
Понятие согласованности, или целостности данных является ключевым понятием баз данных.
Очевидно, что ограничения должны быть формально объявлены для СУБД, после чего СУБД должна предписывать их выполнение. Объявление ограничений сводится просто к использованию соответствующих средств языка базы данных, а соблюдение ограничений осуществляется с помощью контроля со стороны СУБД над операциями обновления, которые могут нарушить эти ограничения, и запрещения тех операций, которые их действительно нарушают. При первоначальном объявлении ограничения система должна проверить, удовлетворяет ли ему в настоящий момент база данных. Если это условие не соблюдается, ограничение должно быть отвергнуто; в противном случае оно принимается (то есть записывается в каталог системы) и начиная с этого момента соблюдается:338.
Механизмы обеспечения целостности являются одной из составляющих концепции модели данных.

## Классификация ограничений целостности
В теории реляционных баз данных принято выделять четыре типа ограничений целостности:353:
- Ограничением базы данных называется ограничение на значения, которые разрешено принимать указанной базе данных.
- Ограничением переменной отношения называется ограничение на значения, которые разрешено принимать указанной переменной отношения.
- Ограничением атрибута называется ограничение на значения, которые разрешено принимать указанному атрибуту.
- Ограничение типа представляет собой ни что иное, как определение множества значений, из которых состоит данный тип.

Примером распространённого ограничения уровня переменной отношения является потенциальный ключ; примером распространённого ограничения уровня базы данных является внешний ключ.

## Целостность и истинность данных в БД
Целостность БД не гарантирует достоверности (истинности) содержащейся в ней информации, но обеспечивает по крайней мере правдоподобность этой информации, отвергая заведомо невероятные, невозможные значения. Таким образом, не следует путать целостность (непротиворечивость) БД с истинностью БД. Истинность и непротиворечивость — не одно и то же:351.
Достоверность (или истинность) есть соответствие фактов, хранящихся в базе данных, реальному миру. Очевидно, что для определения достоверности БД требуется обладание полными знаниями как о содержимом БД, так и о реальном мире. Для определения целостности БД требуется лишь обладание знаниями о содержимом БД и о заданных для неё правилах. Поэтому СУБД не может гарантировать наличие в базе данных только истинных высказываний; все, что она может сделать, — это гарантировать отсутствие каких-либо данных, вызывающих нарушение ограничений целостности (то есть гарантировать то, что она не содержит каких-либо данных, не совместимых с этими ограничениями):351.
Из того, что данные являются правильными, следует, что они непротиворечивы (но не обратное), а из того, что данные противоречивы, следует, что они неправильны (но не обратное). Здесь под словом «правильные» подразумевается, что в базе данных содержатся правильные данные тогда и только тогда, когда она полностью отражает истинное состояние дел в реальном мире:351.